# Cerkev sv. Martina, Osek
Župnijska cerkev svetega Martina stoji v središču vasi Osek. Samo naselje se prvič omenja leta 1289, najkasneje v tem času je bila tam že pozidana tudi cerkev. Leta 1508 je bil zgrajen gotski prezbiterij, ki ga je 4. 5. 1518 posvetil škof Daniel de Rubeis. Zvonik je prvič izpričan leta 1570 v vizitacijskem zapisniku škofa Bartolomea Porcie. Cerkev je takrat imela dva oltarja: glavnega posvečenega svetemu Martinu in stranskega posvečenega sveti Doroteji.
V 18. stoletju je bila gotska cerkev skoraj v celoti porušena in na njenem mestu je bila pozidana sedanja, večja cerkev. Ta je bila dokončno izoblikovana z zidavo zdajšnjega zvonika in ureditvijo pročelja leta 1774, ki jo je vodil stavbar Andrej Pletner (Pretner). Ob tem so porušili stari, gotski zvonik. 
Z letom 1876 je sta Osek in Vitovlje postala samostojen vikariat. Tega leta je bil zgrajen farovž, cerkev pa je v naslednjih letih dobila večino notranje opreme: krstni kamen (1883), glavni oltar (1885), oltarno sliko sv. Martina (1886), kipe na glavnem oltarju (1887), nov tlak (1893) in orgle (1894).
Oltarno sliko svetega Martina je leta 1886 naslikala baronica Maria von Spaun, sestra Hermanna von Spauna. Sveti Martin je na oltarni sliki prikazan v dveh podobah: v prvem planu je upodobljen kot škof, v ozadju pa je v sklopu pokrajine upodobljen v zanj značilnem prizoru na konju, ko beraču podari polovico plašča. 
V prvi svetovni vojni je bila cerkev nekoliko poškodovana in v celoti obnovljena v letih 1926-1927. Takrat sta bili prizidani obe stranski kapeli, strop pa je poslikal Tomaž Seljak. Huje je bila poškodovana v drugi svetovni vojni v nemškem obstreljevanju 27. novembra 1944, ki je sledilo partizanskemu napadu na nemški tank na glavni cesti Ajdovščina – Gorica. Po vojni je bil najprej statično obnovljen zvonik, leta 1954 pa še celotna cerkev. Cerkev je takrat dobila okroglo rozetno okno na glavni fasadi, za katerega je načrt izdelal Jože Plečnik.